# Philippe Van Volckxsom
Philippe Van Volckxsom (1897. – ?) belga olimpikon, jégkorongozó, gyorskorcsolyázó, evezős.
Először olimpián az 1920. évi nyári olimpiai játékokon vett részt és a jégkorongtornán játszott a belga csapatban. A lebonyolítás érdekessége, hogy egyből a negyeddöntőben kezdtek és a svédek voltak az ellenfelek. 8–0-ra kikaptak és egy mérkőzés után véget is ért számukra az olimpia.
Négy évvel később ismét részt vett az 1924. évi téli olimpiai játékokon a jégkorongtornán. Első mérkőzésükön súlyos vereséget szenvedtek az amerikaiaktól 19–0-ra. Következő mérkőzésen szintén súlyos vereséget szenvendtek el a britektől, 19–3-ra kaptak ki. Utolsó csoport mérkőzésükön a franciáktól kaptak ki egy szoros mérkőzésen 7–5-re.
Ezen az olimpián indult három gyorskorcsolya számban is: férfi 500 méteren, 1500 méteren és összetettben.
Utoljára az 1928. évi nyári olimpiai játékokon indult evezésben. Kétpárevezős versenyben Charles Van den Driessche volt a társa. Érmet nem nyertek.